# Ostrów
Ostrów, polsky také Wyspa Ostrów nebo Wolińska Kępa, německy Plage Wiese a česky Ostrov, je malý říční ostrov v průlivu Dziwna v říční deltě veletoku Odra. Nachází se ve městě Wolin ve gmině Wolin v okrese Kamień v Západopomořanském vojvodství v severozápadním Polsku. Ostrów leží mezi městskou zástavbou Wolinu, která je na levém břehu Dziwny, a vesnicí Recław na pravém břehu.

## Další informace
Ostrów je přibližně 0,7 km dlouhý a 0,25 km široký. Ostrów protíná ulice Zamkowa přes dva mosty. Třetí mostové spojení je s vesnicí Recław na ostrově Wolin. Je zde také postaven Skanzen na Wolinu, tj. v Centruum Slovanů a Vikingů (Centrum Słowian i Wikingów), s hradbami a stavbami vztahujícími se k raně středověké architektuře. Ve skanzenu se nachází runový kámen Kamień runiczny poświęcony Świętosławie, zasvěcený polské kněžně Świętosławě, která byla matkou skandinávských králů Olofa Skotkönunga a Knuta Velikého. Každoročně počátkem srpna se na Ostrówě konají Slavnosti Slovanů a Vikingů (Festiwal Słowian i Wikingów). Část ostrova je zahrnuta do ptačí oblasti Zalew Szczeciński.

## Galerie

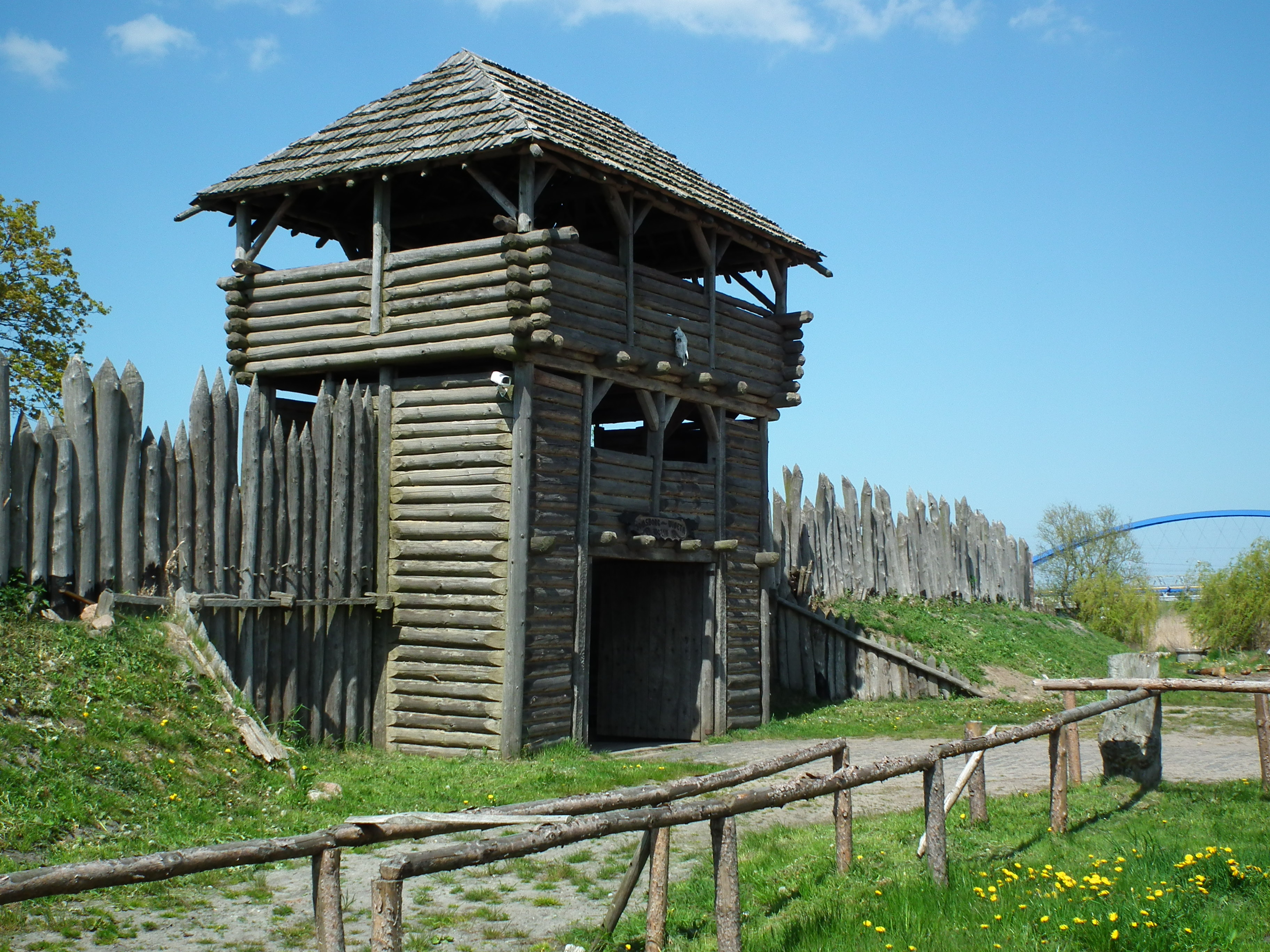
Skanzen na Wolinu
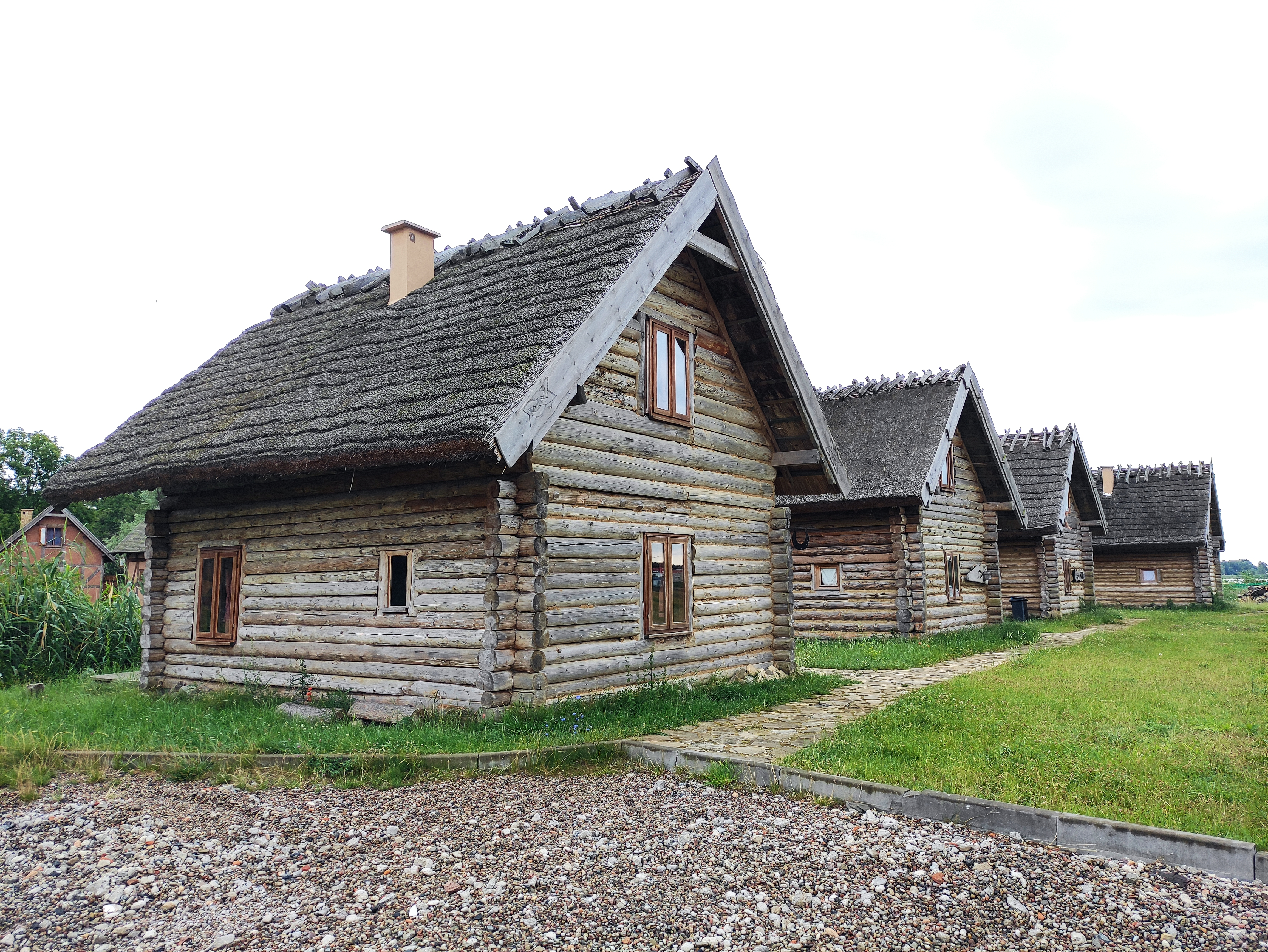
Skanzen na Wolinu
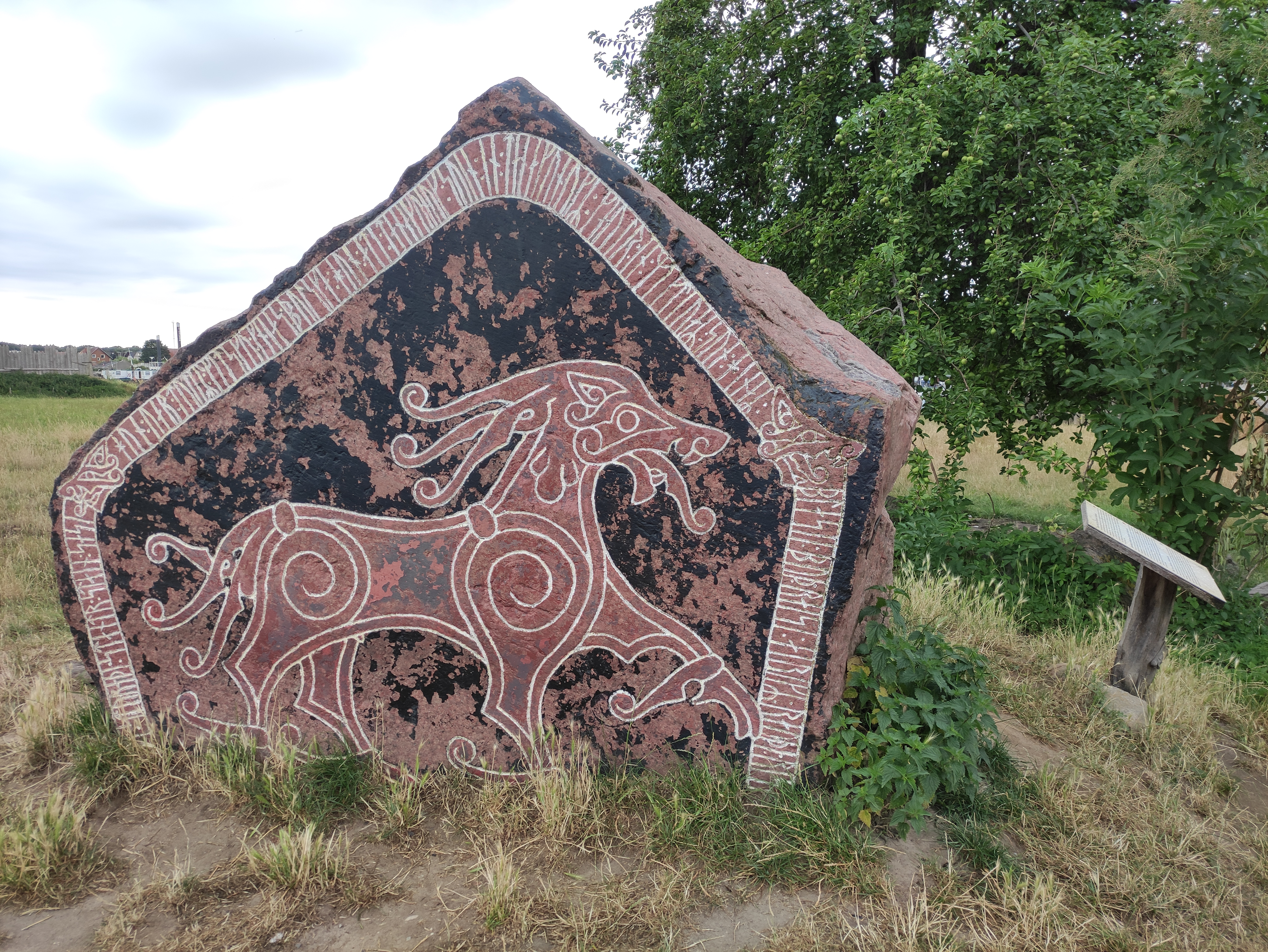
Kamień runiczny poświęcony Świętosławie
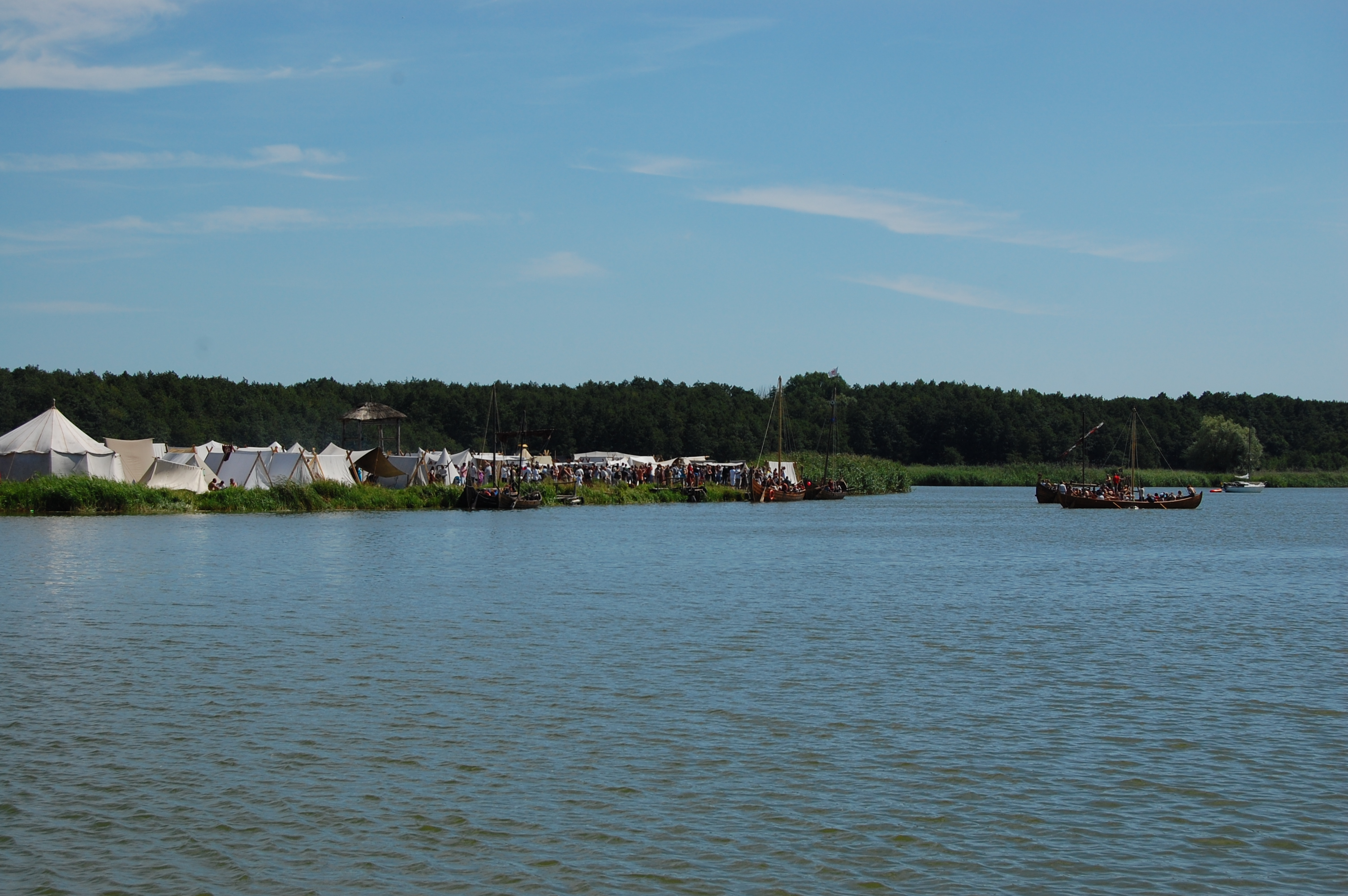
Slavnosti Slovanů a Vikingů